# Chatún
Chatún es una localidad, constituida como entidad local menor, perteneciente al municipio de Cuéllar, en la provincia de Segovia, Comunidad autónoma de Castilla y León, España. Cuenta con una población de 276 habitantes (INE 2023).
En su término local se sitúa el despoblado de Gallegos, citado en 1204.

## Toponimia
Su nombre hace referencia a su repoblador Ortún (Ordoño) siendo posiblemente vasco, astur o navarro, deribando en Echa Atune y apenas ha variado en sus ocho siglos de existencia hasta el actual Chatún.

## Geografía

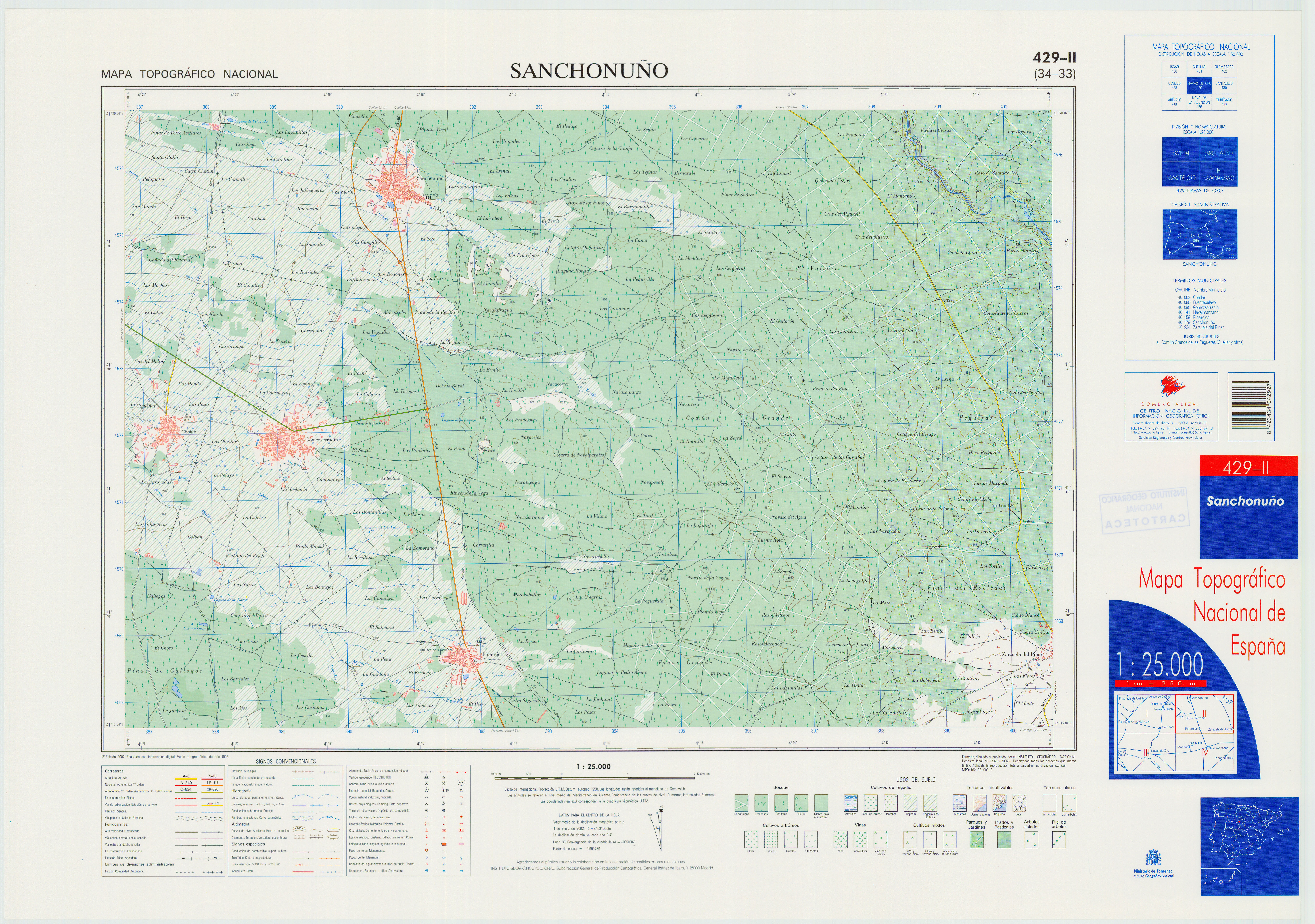
Fragmento de la hoja 431 del Mapa Topográfico Nacional de España de 2002 en el que se representa parte de Carbonero de Ahusín

Está situada en plena Tierra de Pinares a menos de 1 km del pueblo de Gomezserracín, conectados por una calle. Desde Chatún tiene comienzo la carretera vecinal SG-V-3332 que lo conecta con la carretera SG-333 (VA-333-A-601), también tiene su origen una carretera sin clasificar que discurre hasta Mudrián cruzado por la SG-V-3322.
| Noroeste: Campo de Cuéllar                       | Norte: Campo de Cuéllar   | Noreste: Gomezserracín         |
| Oeste: Campo de Cuéllar                          |                           | Este: Gomezserracín, Pinarejos |
| Suroeste: Samboal, San Martín y Mudrián          | Sur: San Martín y Mudrián | Sureste: Pinarejos             |
| ----Mapa interactivo — Chatún y su término local |                           |                                |

## Historia
Su fundación o repoblación fue en torno al siglo XII, al igual que la mayor parte de localidades pertenecientes a la Comunidad de Villa y Tierra de Cuéllar.
Fue un municipio independiente hasta 1971, cuando sería anejada a a la villa de Cuéllar.
Se constituye en Entidad Local Menor desde el 23 de diciembre de 1977 En fecha 14 de octubre de 1999 le deniega la Junta de Castilla y León su reintegro como municipio independiente, que había sido solicitada el 7 de septiembre de 1995 por su Junta Vecinal con el informe favorable de la Diputación Provincial de Segovia y el Ayuntamiento de Cuéllar.

## Geografía humana

### Demografía
| Gráfica de evolución demográfica de Chatún entre 1842 y 1970 |
| |
| Población de derecho según los censos de población del INE Población de hecho según los censos de población del INEEntre el censo de 1981 y el anterior, este municipio desaparece porque se integra en el municipio 40063 (Cuéllar) |

| 280           | 282 | 290 | 271 | 273 | 262 | 254 | 231 | 228 | 248 | 269 | 266 |
| (Fuente: INE) |     |     |     |     |     |     |     |     |     |     |     |

### Economía
Su economía se basa principalmente en la agricultura, siendo uno de los principales productores de hortalizas de la comarca de El Carracillo. Por su término discurre el arroyo Marieles, y al mismo perteneció el barrio de Losáñez o Los Añes, despoblado en la actualidad.

## Administración y política
Depende del Ayuntamiento de Cuéllar, pero cuenta con su propia alcaldía con cierto grado de autogestión al ser una entidad local menor desde 1977.En 1999 se denegó la petición del Ayuntamiento de Chatún para que se segregara retornando a ser un municipio independiente.
| Periodo   | Nombre                    | Partido |
| --------- | ------------------------- | ------- |
| 1991-1995 | José Martín Sancho        | PP      |
| 1995-1999 | José Martín Sancho        | PP      |
| 1999-2003 | José Martín Sancho        | PP      |
| 2003-2007 | Jesús García del Río      | PP      |
| 2007-2011 | Jesús García del Río      | PP      |
| 2011-2015 | María Cruz Sancho del Río | PP      |
| 2015-2019 | María Cruz Sancho Del Río | PP      |
| 2019-2023 | Salvador Muñoz Muñoz      | Cs      |
| 2023-act. | Octavio García Moreno     | PP      |

### Organización municipal
Como Entidad Local Menor, dispone de una Junta Vecinal regulada por la Ley de Régimen Local de 1998 de Castilla y León. Al frente de esta Junta Vecinal hay un alcalde pedáneo, elegido democráticamente por los chatuneros. Este alcalde pedáneo nombra a un miembro de la Junta Vecinal, que se completa con el candidato de la segunda lista más votada.

## Cultura

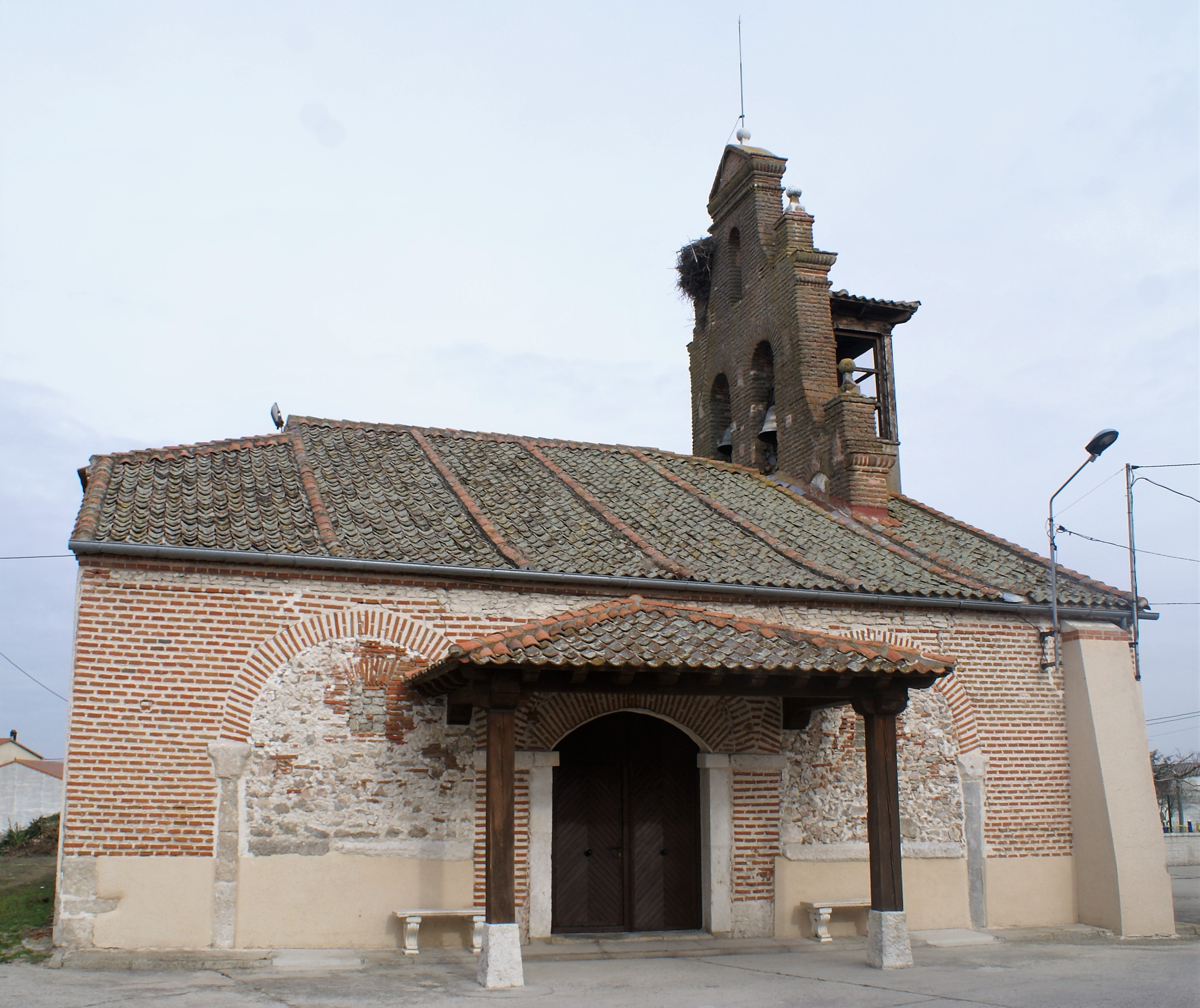
Iglesia parroquial de San Andrés

### Patrimonio
- Iglesia parroquial de estilo románico, dedicada a San Andrés, su patrón. Es el edificio más emblemático de la localidad, alberga en su interior un notable artesonado mudéjar;
- Ermita de San Benito de Gallegos, apartada del núcleo poblacional, en el entorno se sitúan unas lagunas homónimas;
- Dos Vías pecuarias de tiempos de Alfonso X el Sabio, la Cañada del Palenque y el Cordel del rajón, ambos ramales de la Cañada Real Leonesa Oriental;
- Antiguo palomar tradicional.[10][11][3]

### Fiestas
- Santa Águeda, el 5 de febrero;
- San Isidro, el 15 de mayo;

- Fiestas de Nuestras Señora en honor a Santa Isabel, el primer fin de semana de julio. Cuenta con una procesión;
- Romería en la ermita de San Benito de Gallegos, el último domingo de septiembre;
- San Andrés, el 30 de noviembre.[10][12][13][14]

### Tradiciones
Existe en el folclore segoviano una jota típica con el nombre del pueblo de Chatún, uno de los grupos que la interpreta es el Nuevo Mester de Juglaría.